# Varg (film)
Varg är en svensk dramafilm från 2008 i regi av Daniel Alfredson. Huvudrollen som Klemens Klemensen spelas av Peter Stormare. 

## Handling
Klemens och hans brorson Nils (Robin Lundberg) lever i Jämtland, nära gränsen mellan Sverige och Norge. Klemens är en samisk renskötare som också är en enstöring. Han sköter sig själv och bryr sig inte om de lagar som stiftas i Stockholm. Brorsonen Nils ser upp till honom och vill till varje pris leva som Klemens. Varken Nils mamma eller samhället vill låta detta ske. Allting ställs på sin spets när det samiska sättet att leva blir attackerat från ett oväntat håll och de ser sig tvingade att handla utanför lag och rätt.

## Om filmen
Filmen är regisserad av Daniel Alfredson. Historien bygger på ett avsnitt av Kerstin Ekmans roman Skraplotter som är den tredje delen i trilogin Vargskinnet. Ekman har själv skrivit manus till filmen. Filmens fotograf var Jörgen Persson. Varg spelades in i Jämtland och Ångermanland i Sverige och i Trøndelag i Norge.
Filmen hade svensk premiär den 4 april 2008

## Rollista (i urval)
| Peter Stormare  | – Klemens               |
| Robin Lundberg  | – Nils/Nejla            |
| Rolf Degerlund  | – Mats                  |
| Marie Delleskog | – Anita                 |
| Gustav Kling    | – Per Nilsson/"Pe Nisj" |
| Inga Sarri      | – Risten                |
| Svante Martin   | – Henningsson           |

## Övriga medverkande (i urval)
| Hanna Hemilä                    | – Co-Producent      |
| Lizette Jonjic                  | – Produktionsledare |
| Håkan Karlsson                  | – Klippning         |
| Mikael Brodin, Thomas Hellström | – Ljudtekniker      |
| Lotta Westberg                  | – Scripta           |